# ديفيد ناثان
ديفيد ناثان (بالإنجليزية: David Nathan)‏ هو مبارز بالسيف أسترالي، ولد في 12 أكتوبر 1965 في بورتلاند في أستراليا.

## وصلات خارجية
- ديفيد ناثان على موقع أوليمبيديا (الإنجليزية)